# Ardisia shweliensis
Ardisia shweliensis W.W.Sm. – gatunek roślin z rodziny pierwiosnkowatych (Primulaceae). Występuje naturalnie w Chinach – w południowo-zachodnim Junnanie. 

## Morfologia
PokrójZimozielony krzew dorastający do 1–2 m wysokości.
LiścieBlaszka liściowa ma podługowaty lub eliptyczny kształt. Mierzy 8–15 cm długości oraz 4–5 cm szerokości, jest całobrzega, ma tępą lub klinową nasadę i spiczasty wierzchołek. Ogonek liściowy jest nagi i ma 10–15 mm długości.
KwiatyZebrane w wiechach wyrastających z kątów pędów. Mają działki kielicha o owalnym lub eliptycznym kształcie i dorastające do 1–2 mm długości. Płatki są owalne i mają białą barwę.
OwocPestkowce mierzące 7 mm średnicy, o kulistym kształcie i czerwonej barwie.

## Biologia i ekologia
Rośnie w lasach oraz na terenach bagnistych. Występuje na wysokości od 1700 do 2300 m n.p.m.